# 奧爾利采河

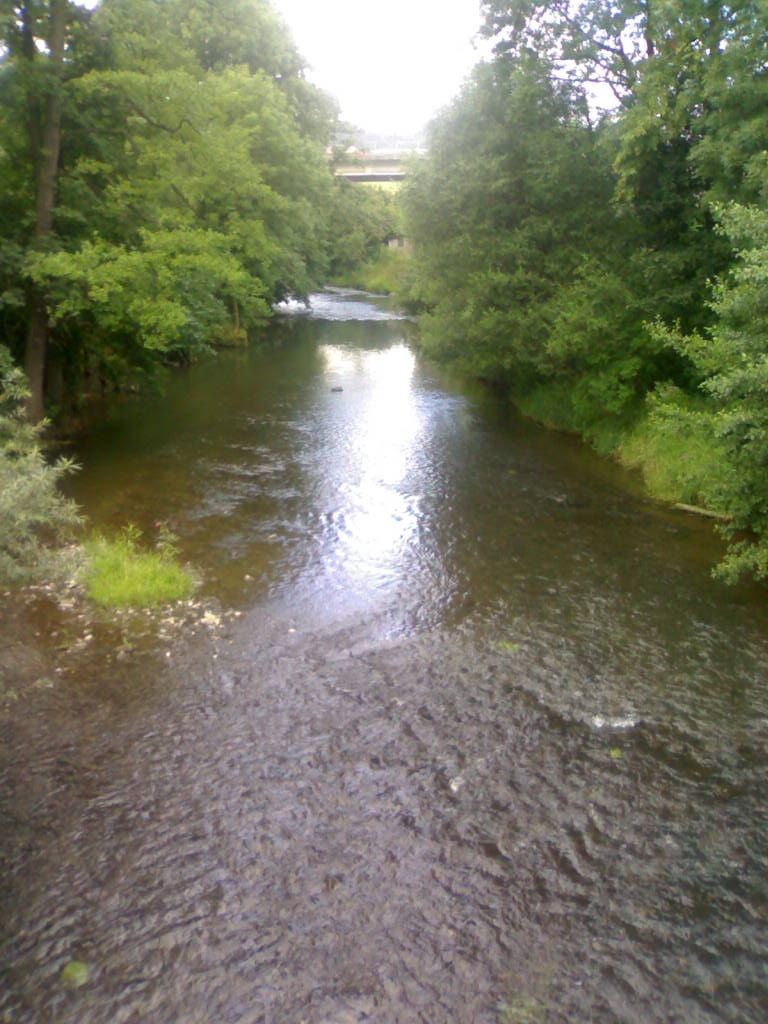

奧爾利采河（捷克語：Orlice）是歐洲中部的河流，屬於易北河的支流，位於捷克和波蘭之間接壤的邊境，河道全長32.7公里，流域面積2,036.2平方公里，平均流量每秒21.5立方米。
50°13′N 15°51′E / 50.217°N 15.850°E